# Ryszard Zuber
Ryszard Zuber (fr. Richard Zuber) (ur. 19 sierpnia 1943 w Tyśmienicy) – francuski językoznawca i logik, polskiego pochodzenia.

## Życiorys
Syn Bronisława Zubera i Julii z Łyszegów. Po ukończeniu studiów z zakresu matematyki i filozofii na Uniwersytecie Wrocławskim pracował jako asystent matematyki. W 1967 emigrował do Francji, gdzie rozpoczął studia lingwistyki matematycznej na Uniwersytecie w Vincennes (Paryż 8), gdzie uzyskał doktorat z językoznawstwa w 1972 roku.
Obecnie jest emerytowanym dyrektorem ośrodka badań językoznawczych w Centre national de la recherche scientifique, posiada także tytuł doktora z zakresu logiki, który uzyskał w 1975 po obronie pracy na Université de Paris V oraz uzyskał tytuł doctorat d’État na Université Paris Sorbonne.
Interesował się właściwościami systemu logiczno-dedukcyjnego, który określa i uzasadnia relacje między wyrażeniami językowymi, które nie są w tej samej kategorii gramatycznej, z zachowaniem zasady intensjonalności i presupozycji.
Jego ostatnia i najważniejsza praca skupia się na semantyce formalnej oraz na strukturach algebraicznych pochodzących z języków naturalnych i właściwości logicznych funkcji oznaczających wyrażenia językowe. Prace Ryszarda Zubera wykazały, że pojęcie zachowawczości, które reguluje zdolność denotacji nie jest ograniczona żadną determinantą i może zostać przedłużona do funkcji wyższego rzędu, ponieważ odnosi się do nieskończonej anafory i gradacji.
Jest ojcem kompozytora Karola Beffa.